# Ípsilon Sagittarii
Ípsilon Sagittarii (υ Sagittarii / υ Sgr / 46 Sagittarii) és un sistema estel·lar a la constel·lació del Sagitari de magnitud aparent +4,58. S'hi troba a 1.800 ± 225 anys llum del sistema solar.
Ípsilon Sagittarii és un estel binari que ha estat classificada com a B2V+A2I, F2+B8 o B0I. Avui, hom creu que el que s'observa és la component visible del sistema, una supergegant de tipus espectral A; a més, la classe espectral sembla variar al llarg del temps. Amb una temperatura efectiva de 12.600 K, les característiques físiques d'aquest estel no són ben conegudes. Pot tenir una lluminositat entre 7.200 i 18.000 sols i un radi entre 18 i 28 radis solars. Quant a la seva massa, aquesta s'estima entre 8 i 10 vegades la del Sol.
Completaria el sistema una companya invisible —observada en l'ultraviolat— la lluentor del qual és unes 100 vegades inferior a la de la supergegant. No obstant això, aquest estel no visible sembla ser un 60% més massiva que la visible. D'altra banda, el sistema està envoltat per un embolcall o disc, cosa que dona lloc a la incertesa en el tipus espectral i provoca la variació d'aquest amb el temps.
El període orbital d'aquesta binària és de 137,9 dies i la separació mitjana entre les dues components és de 1,25 ua. És una binària eclipsant la lluentor de la qual varia 0,08 magnituds. D'especial interès és la seva peculiar composició química. És un estel molt deficient en hidrogen i, en contrapartida, molt rica en heli així com en carboni i nitrogen. Hom pensa que aquesta composició és el resultat de que la supergegant ha perdut una part important de les seves capes externes i que està fortament distorsionada per l'atracció gravitatòria de la massiva companya invisible. La transferència de massa de la supergegant cap a la seva companya provoca la confusió que s'observa en el seu espectre.